# 黄作珍
黄作珍（1914年—1991年），江西宁都人，中国人民解放军开国少将。中共第九届、十届、十一届中央委员会候补委员。曾任中国人民解放军63军政治委員。1955年，授予中国人民解放军少将。
曾任抗日軍政大學二大隊政治處主任、晉察冀軍官學校二大隊政治委員、軍政幹部學校政治部組織部部長、華北軍政大學政治部部長、華北軍區軍官學校政治部主任、石家莊高級步兵學校政治部主任、華北軍區政治部組織部部長、第十九兵團政治委員、北京卫戍区政治委員（第二）、北京卫戍区黨委書記兼秘書長、中國共產黨北京市委員會書記等。